# Карибский клубный чемпионат 2010
Карибский клубный чемпионат 2010 — 12-й розыгрыш турнира. Финальный этап прошёл 5—9 мая 2010 года в Тринидаде и Тобаго. Три лучшие команды по результатам турнира примут участие в Лиге чемпионов КОНКАКАФ 2010/11.

## Формат и участники
Изначально турнир должен был пройти в формате идентичном предыдущему розыгрышу, то есть по системе плей-офф, но затем было решено, что турнир пройдёт в 3 этапа, на каждом этапе клубы будут разбиты на группы, матчи в которых пройдут в одной из участвующих стран. На первом этапе 13 команд были разбиты на 4 группы — из каждой в следующий этап вышли по 2 лучшие команды, а также лучшая команда из занявших 3-е место (всего 9). На втором этапе к победителям первого присоединились 3 сеянных по результатам предыдущего розыгрыша клуба, 12 команд были разбиты на 4 группы, победители которых вышли в финальный этап.
В розыгрыше приняли участие 16 команд, представляющие 10 федераций. Также представители 2 федераций (Доминики и Каймановых островов) снялись до начала соревнований.
Жирным выделены 3 команды, начавшие турнир со второго этапа, минуя первый.
| Страна                                         | Клуб                             | Основание квалификации                                     |
| ---------------------------------------------- | -------------------------------- | ---------------------------------------------------------- |
| Бермуды · 1 участник                           | Девоншир Кугарз (Девоншир)       | Чемпион Бермуд 2008/09                                     |
| Гаити · 2 участника                            | Тампет (Сен-Марк)                | Чемпион Увертюр 2009                                       |
| Гаити · 2 участника                            | Расинг (Гонаив)                  | Чемпион Ферметюр 2009                                      |
| Гайана · 2 участника                           | Альфа Юнайтед (Джорджтаун)       | Чемпион Гайаны 2009/10                                     |
| Гайана · 2 участника                           | Дефенс Форс (Джорджтаун)         | Финалист чемпионата Гайаны 2009/10                         |
| Доминика · 1 участник                          | снялся1                          |                                                            |
| Острова Кайман · 1 участник                    | снялся2                          |                                                            |
| Нидерландские Антильские острова · 2 участника | Хубентут Фортуна (Серу Фортуна)  | Чемпион Нидерландских Антильских островов 2009             |
| Нидерландские Антильские острова · 2 участника | Барбер (Барбер)                  | Финалист чемпионата Нидерландских Антильских островов 2009 |
| Пуэрто-Рико · 3 участника                      | Пуэрто-Рико Айлендерс (Баямон)   | Клуб USSF Division 2 Professional League                   |
| Пуэрто-Рико · 3 участника                      | Баямон (Баямон)                  | Чемпион Пуэрто-Рико 2009                                   |
| Пуэрто-Рико · 3 участника                      | Ривер Плейт (Понсе)              | Победитель регулярного сезона чемпионата Пуэрто-Рико 2009  |
| Сент-Винсент и Гренадины · 2 участника         | Авенюс Юнайтед                   | Чемпион Сент-Винсента и Гренадин 2009                      |
| Сент-Винсент и Гренадины · 2 участника         | Сент-Винсент Мотор Системс 3     | 2-е место чемпионата Сент-Винсента и Гренадин 2009         |
| Суринам · 2 участника                          | Уокинг Баут Кампани (Парамарибо) | Чемпион Суринама 2008/09                                   |
| Суринам · 2 участника                          | Лео Виктор (Парамарибо)          | 2-е место чемпионата Суринама 2008/09                      |
| Тринидад и Тобаго · 2 участника                | Джо Паблик (Тунапуна)            | Чемпион Тринидада и Тобаго 2009                            |
| Тринидад и Тобаго · 2 участника                | Сан-Хуан Джаблоти (Сан-Хуан)     | 2-е место чемпионата Тринидада и Тобаго 2009               |

## Первый этап

### Группа A
Матчи прошли 16—20 марта 2010 года в Виллемстаде, Нидерландские Антильские острова.
| # | Клуб                |   | И | В | Н | П      | М | Очки |
| - | ------------------- | - | - | - | - | ------ | - | ---- |
| 1 | Ривер Плейт (Понсе) | 3 | 3 | 0 | 0 | 12 − 2 | 9 |      |
| 2 | Расинг (Гонаив)     | 3 | 1 | 1 | 1 | 3 − 4  | 4 |      |
| 3 | Барбер              | 3 | 1 | 0 | 2 | 3 − 6  | 3 |      |
| 4 | Хубентут Фортуна    | 3 | 0 | 1 | 2 | 3 − 9  | 1 |      |

| Команда 1        | Счёт | Команда 2        |
| ---------------- | ---- | ---------------- |
| Ривер Плейт      | 3:1  | Расинг           |
| Барбер           | 3:1  | Хубентут Фортуна |
| Хубентут Фортуна | 1:5  | Ривер Плейт      |
| Барбер           | 0:1  | Расинг           |
| Хубентут Фортуна | 1:1  | Расинг           |
| Барбер           | 0:4  | Ривер Плейт      |

### Группа B
Клуб «Элит» с Каймановых островов снялся. Клуб «Дефенс Форс» из Гайаны был перемещён в группу D, в связи со сложностями при получении виз в Пуэрто-Рико. В итоге в группе осталось 2 клуба.
Матчи прошли 27—28 марта 2010 года в Баямоне, Пуэрто-Рико.
| # | Клуб      |   | И | В | Н | П     | М | Очки |
| - | --------- | - | - | - | - | ----- | - | ---- |
| 1 | Баямон    | 2 | 1 | 1 | 0 | 6 − 2 | 4 |      |
| 2 | Системс 3 | 2 | 0 | 1 | 1 | 2 − 6 | 1 |      |

| Команда 1 | Счёт | Команда 2 |
| --------- | ---- | --------- |
| Системс 3 | 0:4  | Баямон    |
| Баямон    | 2:2  | Системс 3 |

### Группа C
Матчи прошли 19—23 марта 2010 года на Сент-Винсент и Гренадины.
| # | Клуб                    |   | И | В | Н | П      | М | Очки |
| - | ----------------------- | - | - | - | - | ------ | - | ---- |
| 1 | Джо Паблик (Тунапуна)   | 3 | 3 | 0 | 0 | 18 − 5 | 9 |      |
| 2 | Авенюс Юнайтед          | 3 | 1 | 1 | 1 | 5 − 9  | 4 |      |
| 3 | Лео Виктор (Парамарибо) | 3 | 1 | 0 | 2 | 9 − 9  | 3 |      |
| 4 | Девоншир Кугарз         | 3 | 0 | 1 | 2 | 6 − 15 | 1 |      |

| Команда 1       | Счёт | Команда 2       |
| --------------- | ---- | --------------- |
| Лео Виктор      | 3:4  | Джо Паблик      |
| Авенюс Юнайтед  | 2:2  | Девоншир Кугарз |
| Девоншир Кугарз | 2:5  | Лео Виктор      |
| Авенюс Юнайтед  | 0:6  | Джо Паблик      |
| Джо Паблик      | 8:2  | Девоншир Кугарз |
| Авенюс Юнайтед  | 3:1  | Лео Виктор      |

### Группа D
Клуб «Сентр Бэт Эстейт» с Доминики снялся. Клуб «Дефенс Форс» из Гайаны был перемещён из группы B, в связи со сложностями при получении виз в Пуэрто-Рико.
Матчи прошли 26—30 марта 2010 года в Джорджтауне, Гайана.
| # | Клуб                       |   | И | В | Н | П     | М | Очки |
| - | -------------------------- | - | - | - | - | ----- | - | ---- |
| 1 | Альфа Юнайтед (Джорджтаун) | 2 | 1 | 1 | 0 | 4 − 2 | 4 |      |
| 2 | УБК (Парамарибо)           | 2 | 1 | 1 | 0 | 3 − 2 | 4 |      |
| 3 | Дефенс Форс (Джорджтаун)   | 2 | 0 | 0 | 2 | 2 − 5 | 0 |      |

| Команда 1     | Счёт | Команда 2           |
| ------------- | ---- | ------------------- |
| Дефенс Форс   | 1:2  | Уокинг Баут Кампани |
| Альфа Юнайтед | 1:1  | Уокинг Баут Кампани |
| Альфа Юнайтед | 3:1  | Дефенс Форс         |

## Второй этап

### Группа E
Клубы «Альфа Юнайтед» (Гайана) и «Лео Виктор» (Суринам) обменялись местами в группах, в связи со сложностями при получении виз в Пуэрто-Рико (территория США) для граждан Гайаны. Позже «Лео Виктор» снялся с соревнований по финансовым причинам.
Матчи прошли 16—18 апреля 2010 года в Баямоне, Пуэрто-Рико.
| # | Клуб                           |   | И | В | Н | П     | М | Очки |
| - | ------------------------------ | - | - | - | - | ----- | - | ---- |
| 1 | Пуэрто-Рико Айлендерс (Баямон) | 2 | 2 | 0 | 0 | 5 − 0 | 6 |      |
| 2 | Расинг (Гонаив)                | 2 | 0 | 0 | 2 | 0 − 5 | 0 |      |

| Команда 1             | Счёт | Команда 2             |
| --------------------- | ---- | --------------------- |
| Расинг                | 0:2  | Пуэрто-Рико Айлендерс |
| Пуэрто-Рико Айлендерс | 3:0  | Расинг                |

### Группа F
Клубы «Тампет» из Гаити был вынужден сняться с соревнований в связи со сложностями при получении виз в Пуэрто-Рико.
Матчи прошли 13—15 апреля 2010 года в Баямоне, Пуэрто-Рико.
| # | Клуб           |   | И | В | Н | П     | М | Очки |
| - | -------------- | - | - | - | - | ----- | - | ---- |
| 1 | Баямон         | 2 | 2 | 0 | 0 | 8 − 2 | 6 |      |
| 2 | Авенюс Юнайтед | 2 | 0 | 0 | 2 | 2 − 8 | 0 |      |

| Команда 1      | Счёт | Команда 2      |
| -------------- | ---- | -------------- |
| Авенюс Юнайтед | 2:5  | Баямон         |
| Баямон         | 3:0  | Авенюс Юнайтед |

### Группа G
Клубы «Альфа Юнайтед» (Гайана) и «Лео Виктор» (Суринам) обменялись местами в группах, в связи со сложностями при получении виз в Пуэрто-Рико (территория США) для граждан Гайаны.
Матчи прошли 14—18 апреля 2010 года в Тунапуне и Малабаре, Тринидад и Тобаго.
| # | Клуб                       |   | И | В | Н | П     | М | Очки |
| - | -------------------------- | - | - | - | - | ----- | - | ---- |
| 1 | Сан-Хуан Джаблоти          | 2 | 2 | 0 | 0 | 3 − 0 | 6 |      |
| 2 | Ривер Плейт (Понсе)        | 2 | 0 | 1 | 1 | 1 − 2 | 1 |      |
| 3 | Альфа Юнайтед (Джорджтаун) | 2 | 0 | 1 | 1 | 1 − 3 | 1 |      |

| Команда 1     | Счёт | Команда 2     |
| ------------- | ---- | ------------- |
| Джо Паблик    | 2:0  | Альфа Юнайтед |
| Альфа Юнайтед | 1:1  | Ривер Плейт   |
| Джо Паблик    | 1:0  | Ривер Плейт   |

### Группа H
Матчи прошли 14—18 апреля 2010 года в Тунапуне и Малабаре, Тринидад и Тобаго.
| # | Клуб                  |   | И | В | Н | П     | М | Очки |
| - | --------------------- | - | - | - | - | ----- | - | ---- |
| 1 | Джо Паблик (Тунапуна) | 2 | 2 | 0 | 0 | 4 − 2 | 6 |      |
| 2 | УБК (Парамарибо)      | 2 | 1 | 0 | 1 | 3 − 2 | 3 |      |
| 3 | Системс 3             | 2 | 0 | 0 | 2 | 2 − 5 | 0 |      |

| Команда 1           | Счёт | Команда 2           |
| ------------------- | ---- | ------------------- |
| Джо Паблик          | 5:0  | Уокинг Баут Кампани |
| Уокинг Баут Кампани | 2:0  | Системс 3           |
| Джо Паблик          | 3:1  | Системс 3           |

## Финальный этап
Матчи прошли 5—9 мая 2010 года в Тунапуне, Тринидад и Тобаго.
| # | Клуб                           |   | И | В | Н | П     | М | Очки |
| - | ------------------------------ | - | - | - | - | ----- | - | ---- |
| 1 | Пуэрто-Рико Айлендерс (Баямон) | 3 | 2 | 1 | 0 | 5 − 1 | 7 |      |
| 2 | Джо Паблик (Тунапуна)          | 3 | 1 | 1 | 1 | 3 − 4 | 4 |      |
| 3 | Сан-Хуан Джаблоти              | 3 | 1 | 0 | 2 | 4 − 3 | 3 |      |
| 4 | Баямон                         | 3 | 1 | 0 | 2 | 4 − 8 | 3 |      |

| Команда 1             | Счёт | Команда 2             |
| --------------------- | ---- | --------------------- |
| Пуэрто-Рико Айлендерс | 3:0  | Баямон                |
| Джо Паблик            | 1:0  | Сан-Хуан Джаблоти     |
| Джо Паблик            | 1:1  | Пуэрто-Рико Айлендерс |
| Сан-Хуан Джаблоти     | 4:1  | Баямон                |
| Сан-Хуан Джаблоти     | 0:1  | Пуэрто-Рико Айлендерс |
| Джо Паблик            | 1:3  | Баямон                |

| Победитель                         |
| ---------------------------------- |
| Пуэрто-Рико                        |
| Пуэрто-Рико Айлендерс Первый титул |